# Подорож на край Землі (телесеріал)
«Подорож на край Землі» (англ. To the Ends of the Earth) — трисерійний міні-серіал BBC, адаптація однойменної трилогії романів Вільяма Голдінга. Прем'єра відбулася у Великій Британії на каналі BBC Two у липні 2005 року, а в Сполучених Штатах на каналі PBS як частина програми Masterpiece Theatre у жовтні 2006 року.
Серіал із Бенедиктом Камбербетчем і Джаредом Гаррісом у головних ролях отримав схвальні відгуки критиків: The New York Times назвала його «інтригуючою драмою», а The Guardian — «найкращою телевізійною драмою року з великим відривом».
У прес-релізі BBC процитовано опис серіалу Камбербетчем як «…свого роду рок-н-рольна драма 1812 року про перерву в житті молодої людини. Тут повно бруду, бруду, відкриттів, сексу, наркотиків, танців, кохання, духовних пробуджень і масштабних радикальних змін!»

## Сюжет
На початку 1800-х років молодий Едмунд Талбот вирушає на не надто придатному для мореплавства кораблі до Нового Південного Уельсу, щоб обійняти посаду у губернатора штату. Він веде щоденник, записуючи свої враження від екіпажу та пасажирів. Він добре ладнає з капітаном Андерсоном, ботаніком-аматором, який вирощує рослини у своїй каюті, але через соціальну помилку доброзичливий молодий пастор Коллі починає ображати капітана, а згодом напивається і займається гомосексуальним сексом з членами екіпажу. Попри спроби Едмунда порозумітися, він залишається у своїй каюті, де буквально марніє. Едмунд вступає в сексуальний контакт з милою Зенобією, яка подорожує з батьками, але згодом розуміє, що вони зовсім не родичі, а просто сексуальна трійця. Міс Ґрем, яка приїхала працювати гувернанткою, закохується в старшого містера Преттімена, якого Едмунд зневажає як вільнодумця, але врешті-решт вони примиряються. Преттіман важко травмується під час падіння, і міс Ґрем погоджується негайно вийти за нього заміж, з квітами, наданими капітаном, і він одужує. Уілеру, стюарду Едмунда, пощастило менше. Його викидають за борт, як Йону, і, хоча він виживає, це вже занадто для нього. Зламана щогла призводить до того, що корабель небезпечно дрейфує до крижаного поля, але науково мислячий лейтенант Бенет вчасно лагодить її. Прибувши до Австралії, друг Едмунда, лейтенант Саммерс, отримує власний корабель, але гине під час пожежі. Едмунд возз'єднується з прекрасною Маріон, яка подорожувала на іншому судні, «Альсіоне», яке зустрілося з кораблем Едмунда посеред океану, і він був миттєво зачарований нею. Він прибув «на край світу» і, на відміну від кількох своїх попутників, знайшов щастя.

## Актори
| Актор               | Роль                  |
| ------------------- | --------------------- |
| Бенедикт Камбербетч | Едмунд Талбот         |
| Джаред Гарріс       | Капітан Андерсон      |
| Сем Нілл            | Містер Преттіман      |
| Деніел Еванс        | Пастор Коллі          |
| Джеймі Сівес        | 1-й лейтенант Саммерс |
| Вікторія Гамільтон  | Місс Ґрем             |
| Джей Джей Філд      | Лейтенант Деверіл     |
| Річард МакКейб      | Містер Броклбенк      |
| Браян Петтіфер      | Уілер                 |
| Джон Сінгер         | Містер Пайк           |
| Паула Дженнінгс     | Зенобія               |
| Деніз Блек          | Місіс Броклбенк       |
| Джоанна Пейдж       | Маріон Чамлі          |
| Чарльз Денс         | Сер Генрі Сомерсет    |
| Шеріл Кемпбелл      | Леді Сомерсет         |
| Ніалл Макгрегор     | Лейтенант Беннетт     |
| Том Фішер           | Аскью                 |
| Джонатан Пінаар     | Smiles                |

## Виробництво
Режисер Девід Етвуд
У 2005 році книги були адаптовані як драматичний серіал BBC, частково написаний покійним Лі Джексоном, який захворів після завершення першого фільму та під час роботи над другим і третім. Еттвуд найняв Тоні Басгаллопа для завершення роботи, віддаючи йому заслугу в тому, що він додав до проєкту свій власний голос. Етвуд присвятив фільми Джексону. Етвуд був зацікавлений у розробці екранізації з моменту прочитання першого роману трилогії «Обряди переходу».
Серіал був присвячений пам'яті письменника Лі Джексона, який працював над сценарієм першого епізоду, коли помер від раку в 2003 році.
Знімальна група побудувала два кораблі для зйомок. Компанія проводила фільмування в Південній Африці в затоці Річардс, оскільки хотіла передати відчуття тропіків. На цій локації вони зіткнулися з несприятливою погодою. Під час зйомок у Південній Африці Бенедикт разом із друзями «Тео та Деніз» поїхав на вихідні на курси водіння навколо затоки Содвана. На зворотному шляху вони зламалися і їх машину викрали. Перед цим вони слухали пісню Radiohead «How to Disappear Completely» — пісню, яка, за словами Камбербетча, «нагадала [йому] про відчуття реальності, навіть гумор, а разом з ним і причину сподіватися, що я якось переживу маленьку подію у великій країні і зможу втекти, щоб жити повноцінним життям».
Оригінальну музику для постановки написав Роб Лейн. Неодноразово звучав методистський гімн «Господи, якому підкоряються вітри і хвилі» на слова Чарльза Веслі, покладений на «Нюрнберг», переспів Йоганна Р. Але, 1664 р.; з «Гімнів для нації», 1782 р.
Міні-серіал також транслювався у США на каналі PBS у рамках програми Masterpiece Theatre у 2006 році. У 2016 році він став доступним на стрімінгових сервісах Netflix та Hulu.

## Сприйняття
Серіал отримав дуже хороші відгуки. The Guardian написала: «Гра акторів чудова… Найкраща телевізійна драма року з великим відривом» Міні-серіал отримав шість номінацій на премію BAFTA, у тому числі одну за найкращий драматичний серіал, а Камбербетч отримав нагороду Телевізійного фестивалю в Монте-Карло за найкращу чоловічу роль.
Коли серіал транслювався в Сполучених Штатах на PBS Masterpiece Theatre, The New York Times сказав: «Це інтригуюча драма, яка здається морально важливою, але її чесноти також залежать від того, що вона виглядає правдивою».
На Rotten Tomatoes серіал отримав 81 відсоток схвалення.

## Історична довідка
Третій епізод трилогії, дія якого розгортається у 1812 році, розповідає про адмірала Артура Філліпа як губернатора Нового Південного Уельсу, але фактично він був лідером колонії тільки з 1788 по 1792 рік. У 1812 році посаду губернатора займав шотландець Лаклан Маккуорі.